# Kathedrale basiliek van Maria-Tenhemelopneming (Kielce)
De kathedrale basiliek van Maria-Tenhemelopneming (Pools: Bazylika katedralna Wniebowzięcia Najświętszej Maryi Panny) of kortweg de kathedraal van Kielce is een kathedrale basiliek in Kielce. 

## Geschiedenis en architectuur
De kerk werd in 1171 door bisschop Gedko van Krakau als romaanse kerk gebouwd. In 1213 werd het een kapittelkerk. De kerk werd in 1260 tijdens de Tweede Mongoolse invasie van Polen vernietigd en in de jaren daarna heropgebouwd. Bisschop Kazimierz Łubieński liet in 1719 de twee middeleeuwse torens slopen en de kerk in vroeg-barokstijl herbouwen. De kerk is sinds 1805 (met een onderbreking tussen 1818-1882) de kathedraal voor het bisdom Kielce.
Op het schip staat een 17e-eeuwse torenspits. Het interieur is rijkelijk versierd, voornamelijk in barokstijl met 19e-eeuwse polychrome schilderingen. Een laat-15e-eeuwse triptiek is ook onderdeel van het interieur.
Ten noorden van de kathedraal staat een vrijstaande barokke klokkentoren uit 1727. Een klok gedateerd uit 1527 hangt in deze toren en is een van de oudste klokken in de regio Kielce.
Het bouwwerk is een beschermd architectonisch monument.

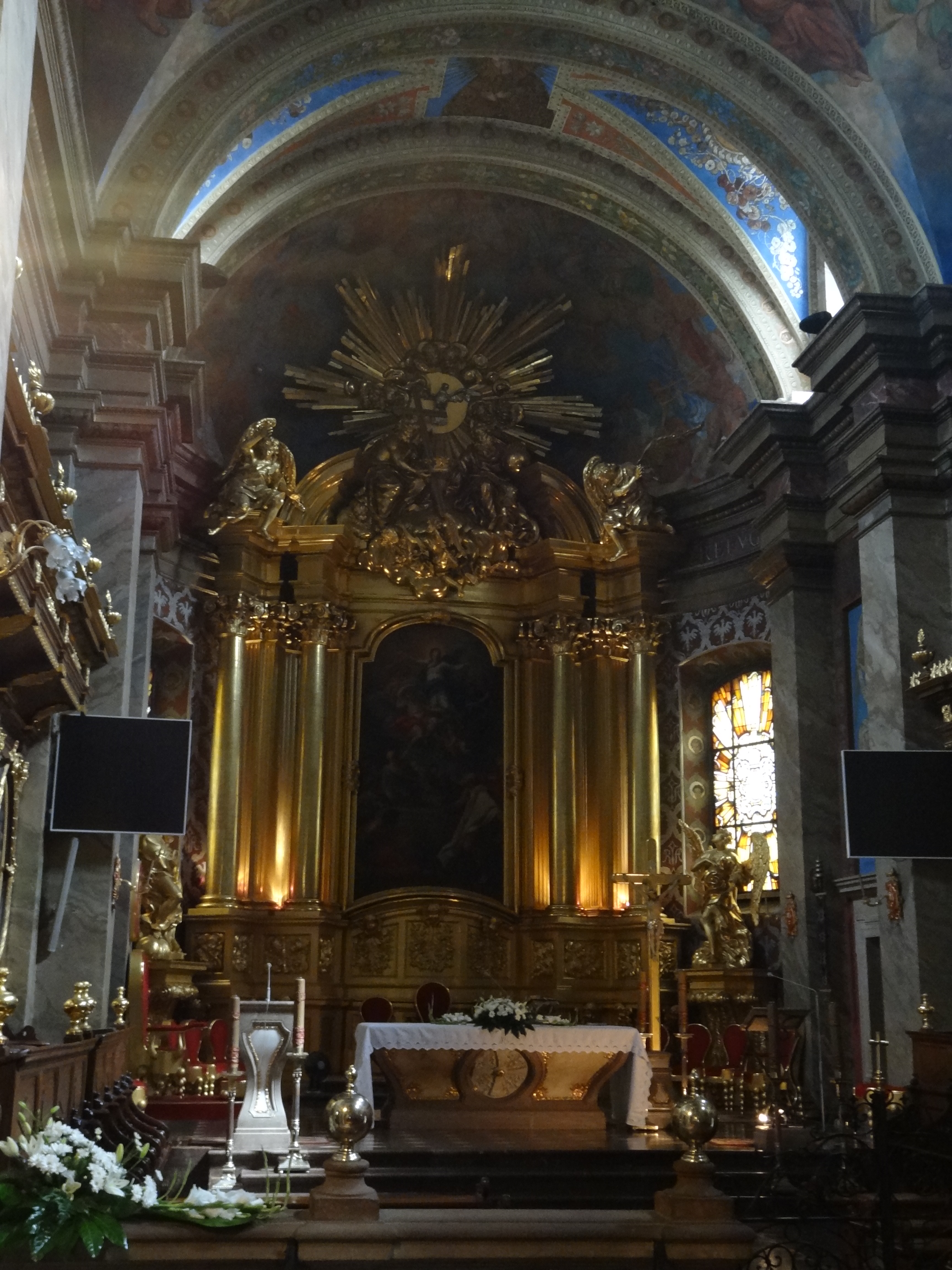
Interieur van de kathedraal